# Marcus McElhenney
Marcus McElhenney est un rameur américain, né le 27 juillet 1981.

## Palmarès

### Jeux olympiques
- Jeux olympiques d'été de 2008 à Pékin,  Chine
  -  Médaille de bronze en huit barré

### Championnats du monde d'aviron
- 2003 à Milan,  Italie
  -  Médaille d'or en quatre de pointe avec barreur
- 2005 à Gifu,  Japon
  -  Médaille d'or en huit barré
  -  Médaille d'argent en quatre de pointe avec barreur
- 2006 à Eton,  Royaume-Uni
  -  Médaille de bronze en huit barré
- 2009 à Poznań,  Pologne
  -  Médaille d'or en deux de pointe avec barreur